# Capillaria plectropomi
Capillaria plectropomi is een parasitaire rondworm van de familie Capillariidae. De soort parasiteert vissen en is in 2014 beschreven aan de hand van exemplaren uit de darm van een Plectropomus leopardus, in 2013 gevangen bij Nouméa in Nieuw-Caledonië
De soortnaam (plectropomi) verwijst naar het geslacht (Plectropomus) van de gastheervis. De rondworm is echter niet meer gevonden, noch in andere vissoorten, noch in dezelfde soort, hoewel de Serranidae van Nieuw-Caledonië vanuit parasitologisch oogpunt relatief veel zijn bestudeerd. De soort is daarom waarschijnlijk vrij zeldzaam.
Capillaria plectropomi behoort tot het ondergeslacht Neocapillaria en verschilt voornamelijk van de andere soorten van dit ondergeslacht, die parasieten van zeevis zijn, in lengte (168-186 μm), de vorm en structuur van het  spiculum (een orgaan van de mannelijke geslachtsorganen). Het mannetje wordt gekenmerkt door de aanwezigheid van twee goed ontwikkelde dorsolaterale caudale lobben, een paar laterale papillen, een zeer sclerotisch spiculum met tal van ruwe dwarsgroeven in het mediale deel en een stekelige rugschede. De eieren zijn 60-66 μm lang en 27 μm breed, zonder polaire uitsteeksels. De mondholte bevat een kleine stekel in de vorm van een vinger. Capillaria plectropomi is de eerste bekende soort van dit geslacht die parasiteert op de zeebaarsen van de familie Serranidae.

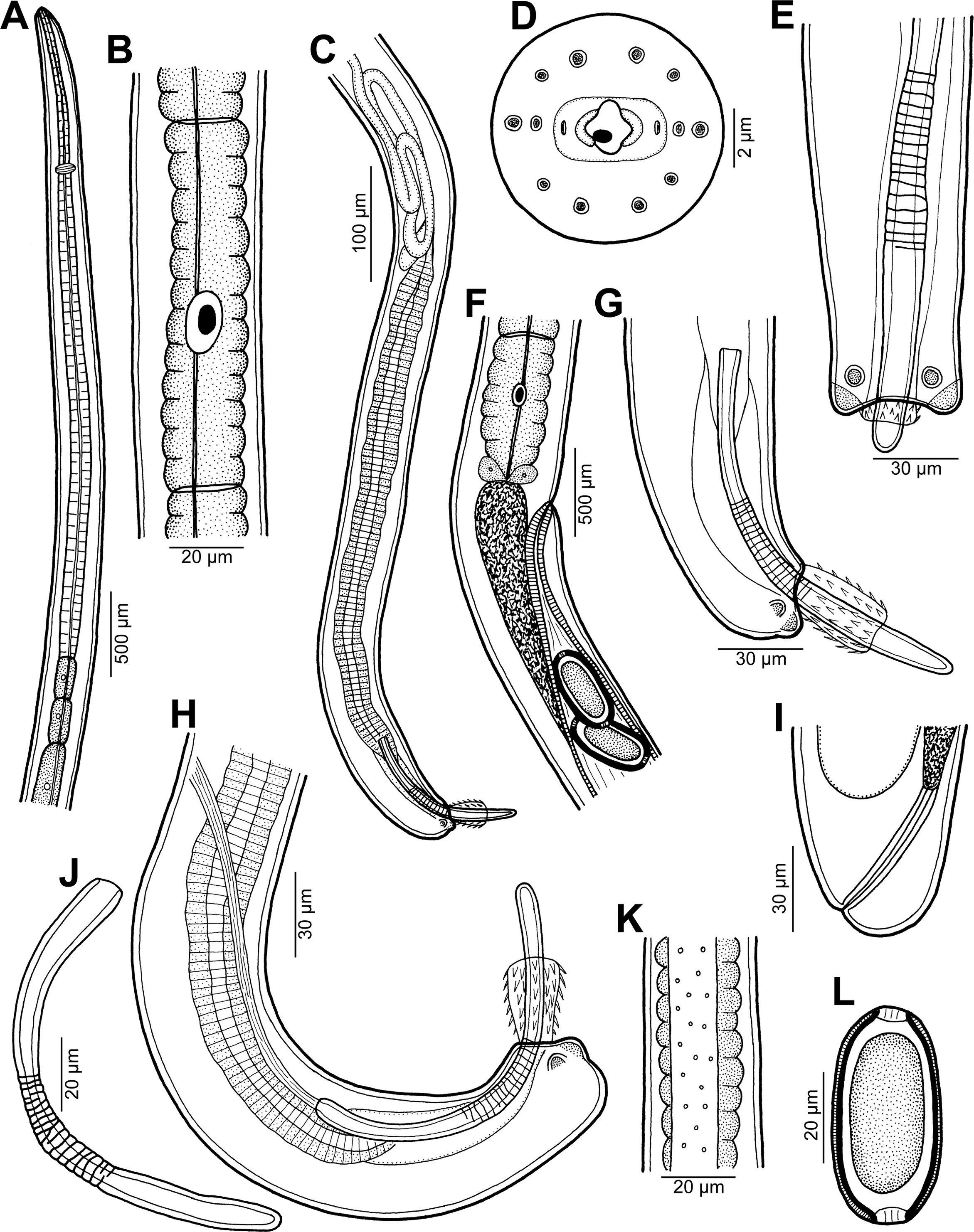
Lichaamsbouw van Capillaria plectropomi. A: voorste uiteinde van mannetje, zijaanzicht. B: stichocyte in het middelste deel van het stichosoom. C: achterste uiteinde van mannetje, zijaanzicht. D: kop van vrouwtje, apicaalaanzicht. E: staarteinde van mannetje, ventraalaanzicht. F: regio van vulva, zijaanzicht. G, H: staarteinde van mannetje verschillende exemplaren), zijaanzichten. I: staart van vrouwtje, zijaanzicht. J: spiculum, zijaanzicht. K: laterale bacillaire band in de farynx, zijaanzicht. L: volledig ontwikkeld ei.